# Goleamo Sokolovo, Tărgoviște
Goleamo Sokolovo (în bulgară Голямо Соколово) este un sat în comuna Tărgoviște, regiunea Tărgoviște,  Bulgaria. 

## Demografie
Componența etnică a satului Goleamo Sokolovo
     Turci (78,5%)
     Bulgari (20,17%)
     Nicio identificare (1,31%)
     Altele (0%)
La recensământul din 2011, populația satului Goleamo Sokolovo era de 456 locuitori. Din punct de vedere etnic, majoritatea locuitorilor (78,5%) erau turci, cu o minoritate de bulgari (20,17%). Pentru 1,31% din locuitori nu este cunoscută apartenența etnică.